# Rocquancourt
Rocquancourt (Ausspracheⓘ) ist eine Ortschaft und eine ehemalige französische Gemeinde mit 1.072 (Stand: 1. Januar 2022) im Département Calvados in der Region Normandie. Sie gehörte zum Arrondissement Caen und zum Kanton Évrecy. Die Einwohner werden als Rocquancourtois bezeichnet.
Mit Wirkung vom 1. Januar 2019 wurden die ehemaligen Gemeinden Rocquancourt, Hubert-Folie und Tilly-la-Campagne zur Commune nouvelle Castine-en-Plaine zusammengeschlossen und haben in der neuen Gemeinde der Status einer Commune déléguée. Der Verwaltungssitz befindet sich im Ort Rocquancourt.

## Geografie
Rocquancourt liegt rund 12 Kilometer südlich von Caen. Umgeben wird die Ortschaft von 
- Tilly-la-Campagne im Norden und Nordosten,
- Le Castelet mit Garcelles-Secqueville im Osten und Saint-Aignan-de-Cramesnil im Südosten,
- Fontenay-le-Marmion im Süden, Südwesten, Westen als auch Nordwesten.

## Bevölkerungsentwicklung
| Jahr                             | 1793 | 1836 | 1876 | 1926 | 1946 | 1968 | 1990 | 2016 |
| Einwohner                        | 216  | 203  | 219  | 321  | 105  | 506  | 519  | 884  |
| Quelle: Cassini, EHESS und INSEE |      |      |      |      |      |      |      |      |

## Sehenswürdigkeiten

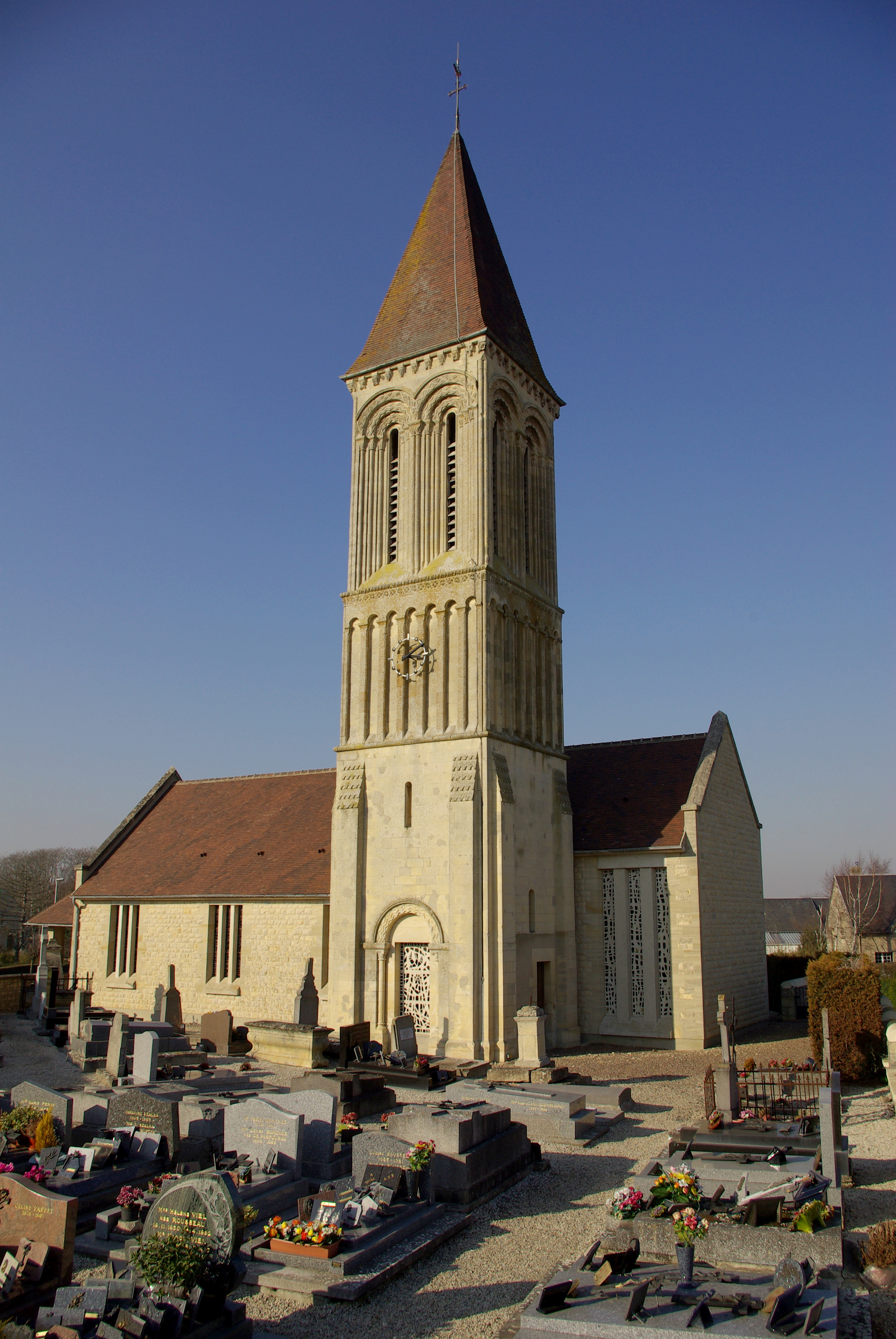
Kirche Saint-Martin

- Kirche Saint-Martin